# Pax Britannica

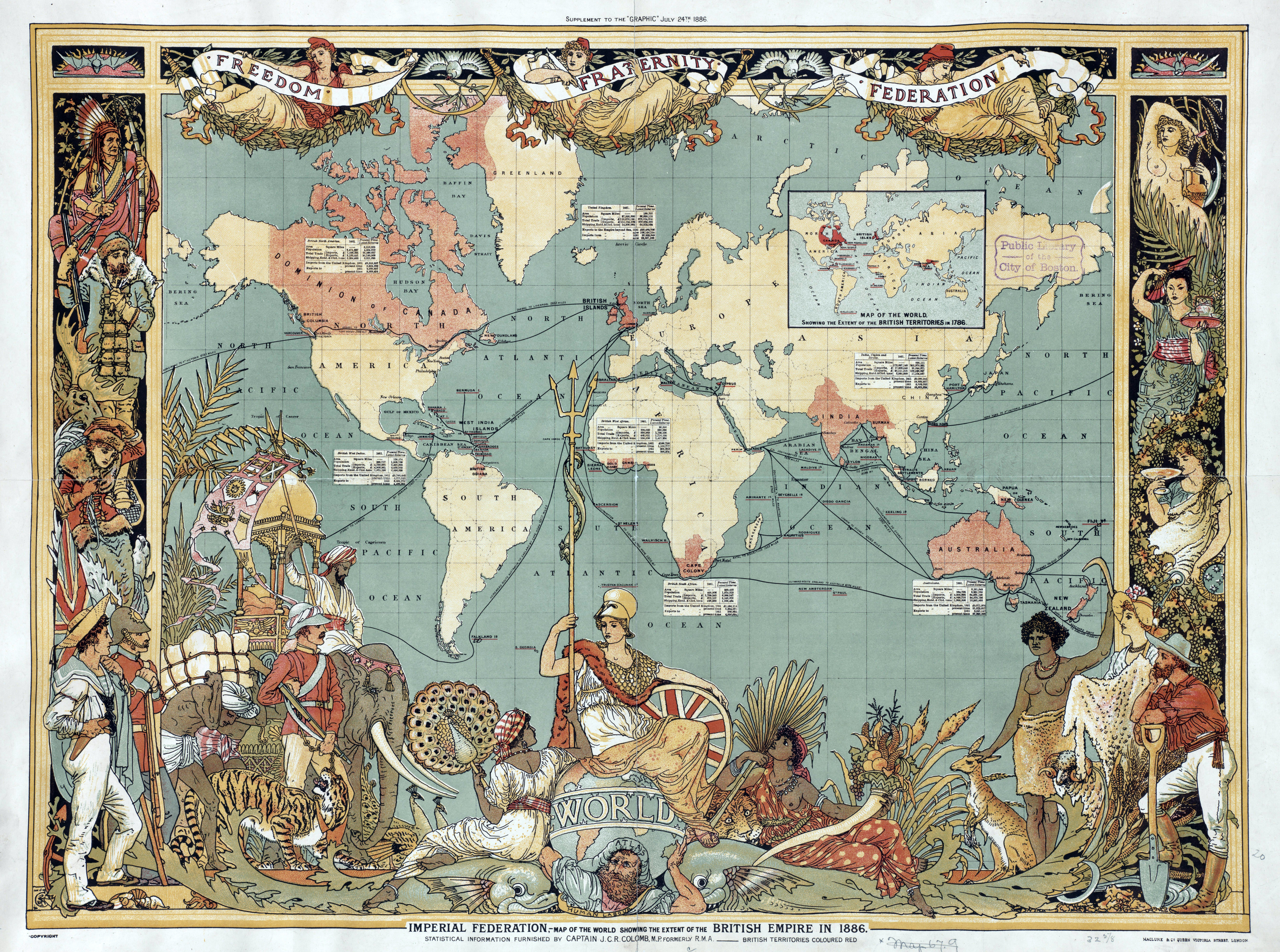
Một bản đồ chi tiết của Đế chế Anh vào năm 1886, được đánh dấu bằng màu truyền thống cho sự thống trị của Anh trên bản đồ

Pax Britannica (tiếng Latinh nghĩa là "Hòa bình Anh quốc", được dựa theo tên gọi Pax Romana (Hòa bình La Mã)) là thời kỳ tương đối hòa bình ở châu Âu (1815-1914), trong đó Đế quốc Anh đã trở thành quyền bá chủ toàn cầu và nhận vai trò của một lực lượng cảnh sát toàn cầu.
Giữa năm 1815 và 1914, một giai đoạn được gọi là "thế kỷ đế quốc" của Anh, khoảng 10.000.000 dặm vuông (26.000.000 km2) lãnh thổ và khoảng 400 triệu người đã được thêm vào Đế quốc Anh. Chiến thắng Napoleon Pháp đã để lại cho Anh mà không có đối thủ quốc tế nghiêm ngặt nào, trừ Nga ở Trung Á. Khi Nga cố gắng mở rộng ảnh hưởng ở Balkans, người Anh và Pháp đã đánh bại nó trong chiến tranh Crimea (1854-56), do đó bảo vệ Đế chế Ottoman lúc đó đã suy yếu.
Hải quân Hoàng gia Anh kiểm soát hầu hết các tuyến hàng hải quan trọng và được hưởng quyền lực biển không bị cản trở. Cùng với sự kiểm soát chính thức mà nó thực hiện trên các thuộc địa của chính họ, vị trí thống trị của Anh trong thương mại thế giới có nghĩa là nó có hiệu quả kiểm soát việc tiếp cận tới nhiều khu vực, chẳng hạn như châu Á và Mỹ Latinh. Các thương gia, người gửi hàng và ngân hàng Anh có một lợi thế vượt trội so với mọi người, ngoài các thuộc địa của nó, nó còn có một "đế chế không chính thức".

## Lịch sử
Sau khi mất thuộc địa của Mỹ trong cuộc cách mạng Mỹ, Anh đã chuyển sang Á Châu, Thái Bình Dương và sau đó là Châu Phi với việc thăm dò tiếp theo dẫn tới sự nổi dậy của Đế chế Anh thứ hai (1783-1815). Cuộc Cách mạng Công nghiệp bắt đầu ở Anh vào cuối những năm 1700 và những ý tưởng mới xuất hiện về các thị trường tự do, chẳng hạn như Tìm hiểu về bản chất và nguồn gốc của cải của các quốc gia (1776). Thương mại tự do đã trở thành một nguyên tắc trung tâm mà Anh thực hiện vào những năm 1840. Nó đóng một vai trò quan trọng trong sự tăng trưởng kinh tế và sự thống trị tài chính của Anh.
Từ cuối Chiến tranh Napoleon năm 1815 đến Thế chiến I năm 1914, Vương quốc Anh đóng vai trò của bá quyền toàn cầu (nước bá quyền mạnh nhất). Áp đặt "Hòa bình Anh" trên các tuyến thương mại hàng hải chủ chốt bắt đầu năm 1815 với việc sáp nhập Ceylon thuộc Anh (nay là Sri Lanka). Dưới vị trí Cư trú của Anh tại Vịnh Ba Tư, các nhà cai trị địa phương Ả Rập đã đồng ý với một số hiệp ước đã hình thành sự bảo vệ của Anh cho vùng này. Anh áp đặt một hiệp ước chống vi phạm bản quyền, được gọi là Hiệp ước chung năm 1820, đối với tất cả các nhà cai trị Ả Rập trong khu vực. Bằng cách ký kết Trừng phạt Vĩnh viễn năm 1853, các nhà cai trị Ảrập đã bỏ quyền của họ để tiến hành chiến tranh trên biển nhằm đổi lấy sự bảo vệ của Anh đối với các mối đe doạ bên ngoài. Sự vượt trội toàn cầu của quân đội và thương mại Anh được hỗ trợ bởi một lục địa Châu Âu bị chia cắt và tương đối yếu và sự hiện diện của Hải quân Hoàng gia trên tất cả các đại dương và biển trên thế giới. Ngay cả bên ngoài đế chế chính thức của nó, Anh kiểm soát thương mại với nhiều quốc gia như Trung Quốc, Xiêm La, và Argentina. Sau Đại hội Vienna, sức mạnh kinh tế của Đế quốc Anh tiếp tục phát triển thông qua sự thống trị hải quân. và các nỗ lực ngoại giao để duy trì sự cân bằng quyền lực ở lục địa châu Âu.
Trong thời đại này, Hải quân Hoàng gia đã cung cấp các dịch vụ trên khắp thế giới có lợi cho các quốc gia khác, chẳng hạn như đàn áp hải tặc trái phép và ngăn chặn buôn bán nô lệ. Đạo luật buôn bán nô lệ 1807 đã cấm thương mại qua Đế chế Anh, sau đó Hải quân Hoàng gia thành lập Phi đội Phi Châu và chính phủ đã thương lượng các điều ước quốc tế mà họ có thể thực thi lệnh cấm. Tuy nhiên, quyền lực biển không phải là dự án trên đất liền. Cuộc chiến tranh đất đai giữa các cường quốc lớn bao gồm Chiến tranh Crimea, Chiến tranh Pháp-Áo, Chiến tranh Áo-Phổ và Chiến tranh Pháp-Phổ, cũng như nhiều mâu thuẫn giữa các cường quốc ít hơn. Hải quân Hoàng gia đã khởi tố Chiến tranh Lửa lần thứ nhất (1839-1842) và Cuộc Chiến thuốc phiện lần thứ hai (1856-1860) chống lại Hoàng gia Trung Quốc. Hải quân Hoàng gia đã vượt trội hơn bất cứ hải quân nào khác trên thế giới, kết hợp lại. Giữa năm 1815 và việc thông qua luật hải quân Đức năm 1890 và 1898, chỉ có Pháp là một mối đe dọa tiềm năng cho hải quân.
Anh đã buôn bán hàng hoá và vốn rộng rãi với các nước trên thế giới, thông qua một chính sách thương mại tự do sau năm 1840. Sự phát triển của sức mạnh đế quốc Anh đã được củng cố thêm bởi tàu hơi nước và điện báo, những công nghệ mới được phát minh vào nửa sau của thế kỷ 19, Để kiểm soát và bảo vệ đế chế. Vào năm 1902, Đế quốc Anh được liên kết với nhau bởi một mạng cáp điện tín, cái gọi là Đường dây Đỏ.
Pax Britannica đã bị suy yếu do sự đổ vỡ của trật tự lục địa đã được thiết lập bởi Đại hội Vienna. Mối quan hệ giữa các cường quốc của Âu Châu đã bị căng thẳng bởi những vấn đề như sự suy tàn của Đế quốc Ottoman dẫn tới cuộc chiến tranh Crimea, và sau đó là sự nổi lên của các quốc gia mới theo hình thức Ý và Đức sau khi Pháp-Phổ Chiến tranh. Cả hai cuộc chiến đều liên quan đến các tiểu bang và quân đội lớn nhất châu Âu. Sự công nghiệp hóa của Đức, Đế quốc Nhật Bản và Hoa Kỳ đã góp phần làm giảm tương đối sự lớn lên của ngành công nghiệp Anh vào đầu thế kỷ 20.

### Cước chú
1. ↑  Johnston, pp. 508-10.
2. ↑  Porter, p. 332.
3. ↑  Hyam, p. 1.
4. ↑  Smith, p. 71.
5. ↑  Parsons, p. 3.
6. ↑  Porter, p. 401.
7. ↑  Porter, p. 8.
8. ↑  Marshall, pp. 156–57.
9. ↑  Cameron, pp. 45-47.
10. ↑  Darwin, p. 391.
11. ↑  Crawfurd, pp. 191–192: "...for what purpose was it conquered and is it now retained?' We endeavoured to explain, that during the wars, in which we were lately engaged with our European enemies who occupied the coast of the island, they harassed our commerce from its ports, and therefore, in self-defence, there was a necessity for taking possession of it."
12. ↑  "The British in the Gulf: An Overview". Qatar Digital Library. British Library Qatar Foundation Partnership. Truy cập ngày 25 tháng 10 năm 2014. The increased stability that this 'Pax Britannica' brought led to increased volumes of trade in the region. Ruling families began to actively seek British protection as a means of securing their rule and safeguarding their territories.
13. ↑  Pugh, p. 83.
14. ↑  Thackeray, p. 57.
15. ↑  Falola, pp. xxi, xxxiii-xxxiv.
16. ↑  "The legal and diplomatic background to the seizure of foreign vessels by the Royal Navy".
17. ↑  Dalziel, pp. 88–91.
18. ↑  Pugh, p. 90.